# Туманський Федір Осипович
Федір Осипович (Йосипович, в деяких джерелах помилково Васильович — див. нижче) Туманський (1757(?), село Родіонівка Глухівського повіту Чернігівської губернії — грудень 1810 року) — історик, етнограф, письменник, перекладач і громадський діяч, вихованець Кенігсберзького університету, член Королівського Пруського Німецького Товариства. Дійсний член Російської академії.

## Походження
Походив із сім'ї козацької старшини.
- Батько: Осип Григорович (1732—1799) — голова Новгород-Сіверської кримінальної палати.
- Мати: Параска Романівна Янова (Яненко) — донька бунчукового товариша.
- Дядько: Василь Григорович — новгород-сіверський віце-губернатор.

### Плутанина по батькові
Н. Ю. Алексєєва у своїй досить докладній статті про Туманського окремо зазначила, що в ряді видань (наприклад, в енциклопедії Брокгауза і Ефрона) Туманський помилково названий Васильовичем, що призводить до плутанини з його двоюрідним братом Федором Васильовичем Туманским (1765—1810?).
- Дядько: І. Г.. Туманський.

## Біографія
Народився на Глухівщині. Його батько, Осип (Йосип) Григорович, представник роду Туманських, займався чиновництвом розпочавши кар'єру з ГВК, мати Параскева Романівна Янова (Яненко) була дочкою бунчукового товариша Романа Янова.
У 1774 році, відразу після закінчення Кенігсберзького університету, вступив на службу. У 1779 році обіймав посаду бунчукового товариша, колезького асесора, секретаря в Глухівській казененній палаті Чернігівського намісництва.
1778—1779, «по вибору всея Малороссии», організував «Топографічний опис» Гетьманщини й склав детальні анкети-програми для збирання історико-географічних, економічних, етнографічних, а також природознавчих й антропологічних відомостей. З цим проектом Туманського були пов'язані топографічні описи намісництв колишньої Гетьманщини 1780-их pp. (праці Д. Пащенка, О. Шафонського, П. Симоновського та ін.). Обраний 1779 членом-кореспондентом Петербурзької Академії Наук, Туманський розгорнув широкі плани культурно-наукової праці в Україні. Наприкінці 1779 — на початку 1780 р. він висунув проект Академічної Книгарні в Глухові, який був здійснений, і цікавий «План о заведений в Малороссии … Академического Собрания», свого роду зародку Української Академії Наук (цей проект не був здійснений). Тоді ж Туманський мав намір написати «полную историю Малороссии», у зв'язку з чим звертався до Петербурзької АН з проханням вислати йому до Глухова відповідні архівні джерела та інші матеріали. Але Академія поставилася до цього проекту скептично, і він не був реалізований. Після ліквідації Гетьманщини Туманський розвинув широку наукову й літературно-видавничу діяльність у Петербурзі: 10 томів «Собрания разных записок и сочинений о Петре Великом», видання низки журналів, зокрема «Российского Магазина» (1792—1794), в якому уміщено чимало важливіших матеріалів до історії України, серед них [[Літопис Граб'янки. Ці праці й публікації здобули Туманському поважне ім'я в науковому світі. 1801 Туманський вийшов у відставку й оселився на своєму хуторі коло Глухова, але й далі брав участь у літературно-публіцистичній діяльності українських патріотів Лівобережжя («Записка на оборону дворянських прав украинского шляхетства»).
З листопада 1782 року надвірний радник. У 1785 році — предводитель дворянства в Козельці.
У 1787 році — директор Першої Експедиції в Правлінні Державного позикового банку в Санкт-Петербурзі.
З 1789 року — засідатель в Наказі громадського піклування Петербурзької губернії і в Комісії про народних училищах, одночасно — депутат дворянства по Петербурзькому повіту. Крім того, працював у Комісії по розбору дворянства.
У 1790—1795 роках — директор Третьої Експедиції в Правлінні Державного позикового банку (разом з А. Шурліним).
У 1797 році призначений цивільним цензором в Ризі (за правління Павла I в імперії було чотири цензори: у Петербурзі, Москві, Ризі та Вільні).
У 1799 році отримав чин статського радника.
У 1801 році звільнений у відставку.
Помер у грудні 1810 року. Похований на Глухівському кладовищі.